# اثر بارکهاوزن

منحنی مغناطش (J) یا چگالی شار مغناطیسی (B) به عنوان تابعی از شدت میدان مغناطیسی در مواد فرومغناطیس. قسمت بزرگ‌شدهٔ نمودار پرش بارکهاوزن را نشان می‌دهد.

اثر بارکهاوزن (به انگلیسی: Barkhausen effect) به افزایش پله‌ای مغناطش با بیشترشدن شدت میدان مغناطیسی خارجی در مواد فرومغناطیس گفته می‌شود. در ابتدا این پدیده به چرخش حوزه‌های مغناطیسی از یک جهت مغناطش آسان بلوری به جهتی هم‌سوتر با میدان مغناطیسی خارجی نسبت‌داده‌می‌شد اما مشخص‌شد که دلیل اصلی آن جهش ناگهانی مرز حوزه‌های مغناطیسی از یک ناکاملی بلوری به ناکاملی بلوری دیگر است.
این پدیده اولین بار در سال ۱۹۱۹ توسط فیزیکدان آلمانی هاینریش بارکهاوزن در نمونهٔ آهنی کشف شد. وی این پدیده را با مشاهدهٔ پالس‌های القایی نامنظم در سیم‌پیچ دور نمونه‌ها کشف کرد. اثر بارکهاوزن اولین مدرک غیرمستقیم برای وجود حوزه‌های مغناطیسی در مواد فرومغناطیس بود که قبل از آن توسط پیر-ارنست وایس  پیش‌بینی شده‌بود.